# Stadtkirche Königsee

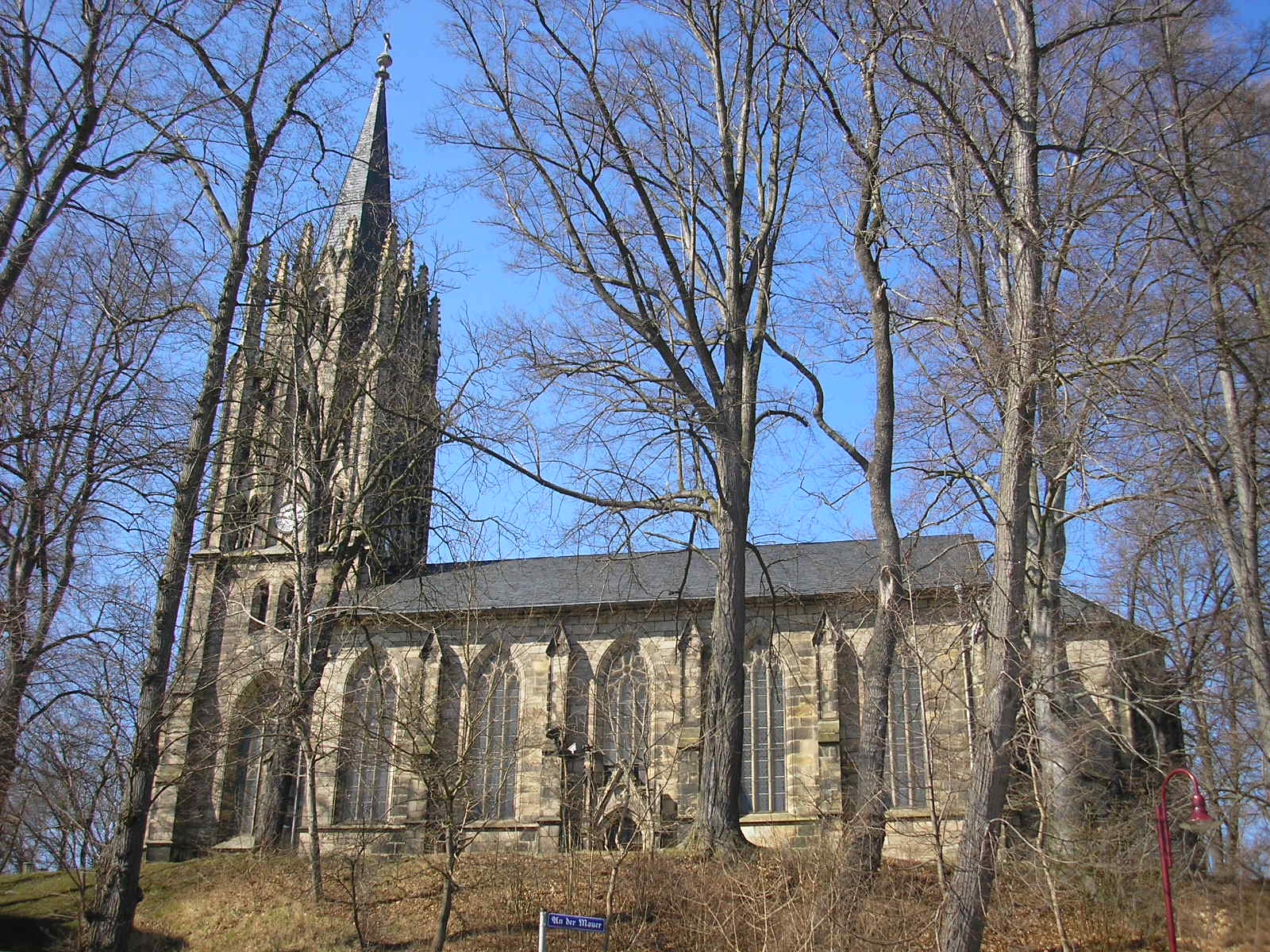
Stadtkirche Königsee

Die evangelisch-lutherische Stadtkirche Zum Lobe Gottes in Königsee im Landkreis Saalfeld-Rudolstadt in Thüringen ist eine neugotische Kirche des 19. Jahrhunderts.

## Geschichte
Die freistehende mächtig wirkende dreischiffige auf einer erhöhten Ebene am westlichen Stadtrand stehende Stadtkirche besitzt einen Kranz von zehn Steinfialen am Kirchturm. Im Inneren ist sie gut erhalten.
Architekt des Entwurfs war Baurat Brecht. Die Grundsteinlegung erfolgte 1866, die Einweihung des neugotischen Gotteshauses am 3. Mai 1871. Vier Glocken wurden aus der Vorgängerkirche übernommen.
Die Firma J. F. Schulzes Söhne aus Paulinzella lieferte die große Orgel mit 21 Registern.
1986 erfolgte nach grundlegender Innensanierung die Wiederweihe der Stadtkirche.